# Fosse no 5 - 5 bis des mines de Bruay
La fosse no 5 - 5 bis dite Port Arthur de la Compagnie des mines de Bruay est un ancien charbonnage du Bassin minier du Nord-Pas-de-Calais, situé à Divion. Les travaux commencent en mai 1889 et en 1892 pour les puits nos 5 et 5 bis, l'extraction commence en 1898. Un puits d'aérage no 5 ter est ouvert en 1901, sur un autre carreau, à 865 mètres au sud-sud-ouest. Des cités sont établies à proximité de la fosse. Quatre terrils nos 1, 1A, 18 et 29 sont édifiés aux quatre points cardinaux autour de la fosse.
La Compagnie des mines de Bruay est nationalisée en 1946, et intègre le Groupe de Bruay. La fosse est modernisée, les chevalements des puits nos 5 et 5 bis sont respectivement changés en 1951 et 1955. L'extraction cesse en 1969, et les puits sont remblayés deux ans plus tard. Le chevalement du puits no 5 est détruit en 1972, celui du no 5 bis l'année suivante. Seul le bâtiment des bains-douches n'est pas démoli.
Après l'exploitation de la houille, c'est le grisou qui l'est. Au début du XXIe siècle, Charbonnages de France matérialise les têtes des puits nos 5 et 5 bis. Une partie des cités minières a été rénovée, une autre est destinée à la démolition. L'exploitation du terril conique no 1 a cessé vers 2010. Les cités pavillonnaires des Musiciens et des Musiciens bis ont été inscrites le 30 juin 2012 sur la liste du patrimoine mondial de l'Unesco.

## La fosse
Après la mise en service de la fosse no 4 - 5 à Bruay-la-Buissière en 1881, la Compagnie prépare à la fin des années 1880 l'ouverture d'une nouvelle fosse, elle aussi constituée de deux puits dès son origine. Ceci entraîne également le renommage du puits no 5 en 4 bis. Pour la première fois de son histoire, la Compagnie de Bruay ouvre une fosse ailleurs que dans Bruay-la-Buissière,.

### Fonçage
Le puits no 5 est commencé en mai 1889 à Divion, près des limites avec Bruay-la-Buissière, entre les rivières de la Lawe et de la Biette. Le puits no 5 bis est commencé en septembre 1892, à 47,82 mètres à l'est-nord-est du puits no 5.
Le puits no 5 atteint le terrain houiller à la profondeur de 89 ou 91,50 mètres. Il a été creusé par le procédé Chaudron, son fonçage a présenté de très grandes difficultés à cause de la nature très ébouleuse des morts-terrains jusque vers 40 mètres de profondeur. Le cuvelage y est en fonte sur une hauteur de 92,91 mètres, y compris 2,55 mètres de faux cuvelage à la base. La puits a un diamètre utile de 3,90 mètres, son orifice est à l'altitude de 54 mètres,. Les accrochages sont établis à 221 et 334 mètres. Il est profond de 355,77 mètres.
Le puits no 5 bis a le même diamètre et la même profondeur que le puits no 5, et il a été foncé par les mêmes procédés. Son cuvelage mesure 92,72 mètres de hauteur, y compris 2,37 mètres de faux cuvelage à la base.

### Exploitation

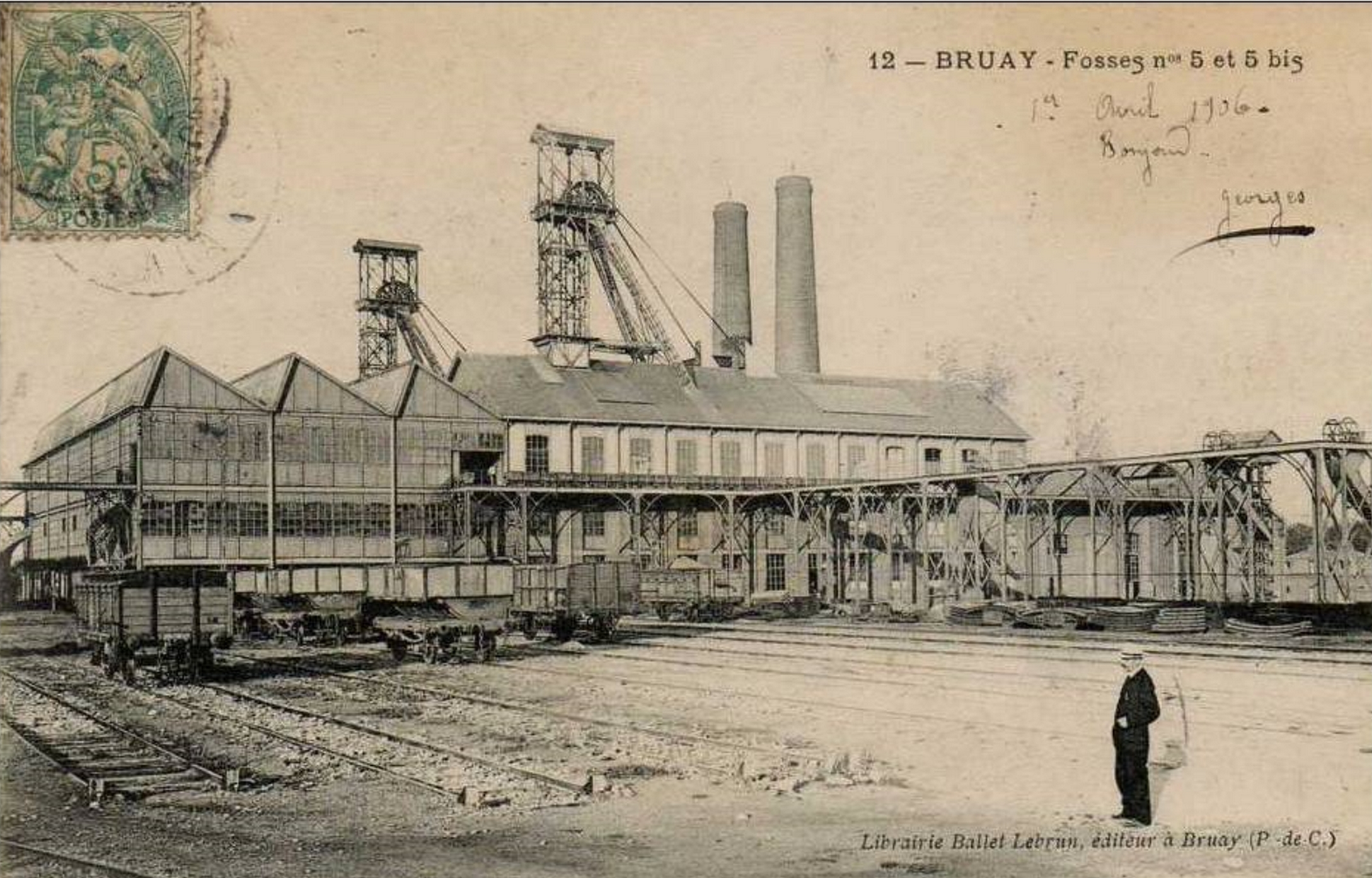
La fosse au début du XXe siècle.

La fosse commence à extraire en 1898. Le puits d'aérage no 5 ter est ouvert en 1901, sur un autre carreau, à 865 mètres au sud-sud-ouest du puits no 5. La fosse no 5 - 5 bis est située à 960 mètres au sud-sud-ouest de la fosse no 3 - 3 bis - 3 ter, et à 1 570 mètres à l'ouest de la fosse no 4 - 4 bis - 4 ter. Les puits nos 5 et 5 bis assurent l'extraction, tandis que le 5 ter est affecté à l'aérage.

#### Le début du 20e siècle
Le 3 novembre 1914, Raymond Poincaré, président de la république, vient rendre visite aux mineurs de la fosse no 5 - 5 bis, et visite les installations du fond. Il demande aux mineurs de « produire encore plus » afin de compenser les exploitations passées aux mains des Allemands.
La Compagnie des mines de Bruay est nationalisée en 1946, et intègre le Groupe de Bruay. Peu après, la modernisation des installations commence.

#### Coup de grisou de 1951
Onze mineurs décèdent le 7 février 1951 à la profondeur de 679 mètres, dans une explosion survenue dans un quartier préparé pour l'exploitation à 9 heures 30 du matin après un coup de grisou. Le 13 janvier 1951, Henri Grave, délégué mineur à l'hygiène et à la sécurité avait noté qu'« il faudrait boiser des échelles à chaque rallonge, le toit étant mauvais ». Le 30 janvier, Henri Grave descend avec un contrôleur du Service des Mines puis le 5 février signale le danger causé par les poussières sur le même lieu. Le 7 février, il note sur son carnet : « Trop de poussières. Grave danger », juste avant de périr, comme dix autres mineurs dans une formidable explosion. La cérémonie religieuse se déroule sur la place ave  une allocution prononcée par Mgr Perrin, évêque d'Arras.

#### Années 1950 et 1960
En 1951, un chevalement à molettes superposées est installé au-dessus du puits no 5. Il est équipé d'une machine d'extraction à poulie Koepe.
En 1955, le puits no 5 bis est équipé d'un nouveau chevalement, de plus petite taille. Un nouveau lavoir est également construit sur le site. Le puits no 5 assure alors l'extraction, et le puits no 5 bis le service.
L'extraction cesse en 1969, après que la fosse a produit 30 159 000 tonnes de houille depuis sa mise en service. En 1971, les puits nos 5 et 5 bis, respectivement profonds de 950 et 787 mètres sont remblayés, et les molettes du puits no 5 sont envoyées à la fosse Ledoux à Condé-sur-l'Escaut. Le chevalement du puits no 5 est détruit en 1972, celui du no 5 bis l'année suivante.

### Reconversion
Charbonnages de France se sert ensuite du site pour extraire le grisou contenu dans les anciens travaux via sa filiale Gazonor, ensuite rachetée en 2008 par European Gas Limited. Au début du XXIe siècle, Charbonnages de France matérialise les têtes des puits nos 5 et 5 bis. Le BRGM y effectue des inspections chaque année. La partie sud du carreau est occupée par une zone d'activités. Le seul vestige de la fosse est le bâtiment des bains-douches. Une maquette de la fosse fidèle au 1/10e est exposée au musée de la mine du Molay-Littry, en Normandie.

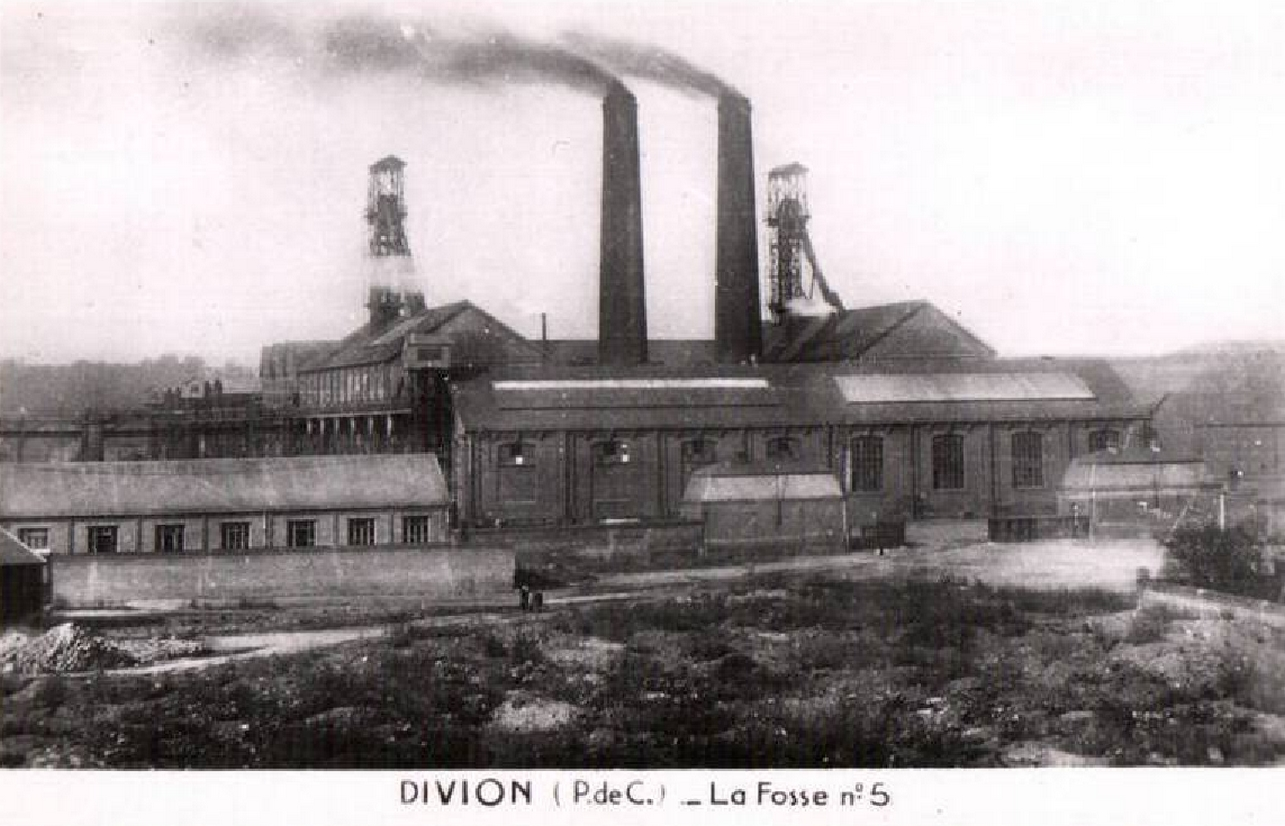
La fosse au début du XXe siècle.
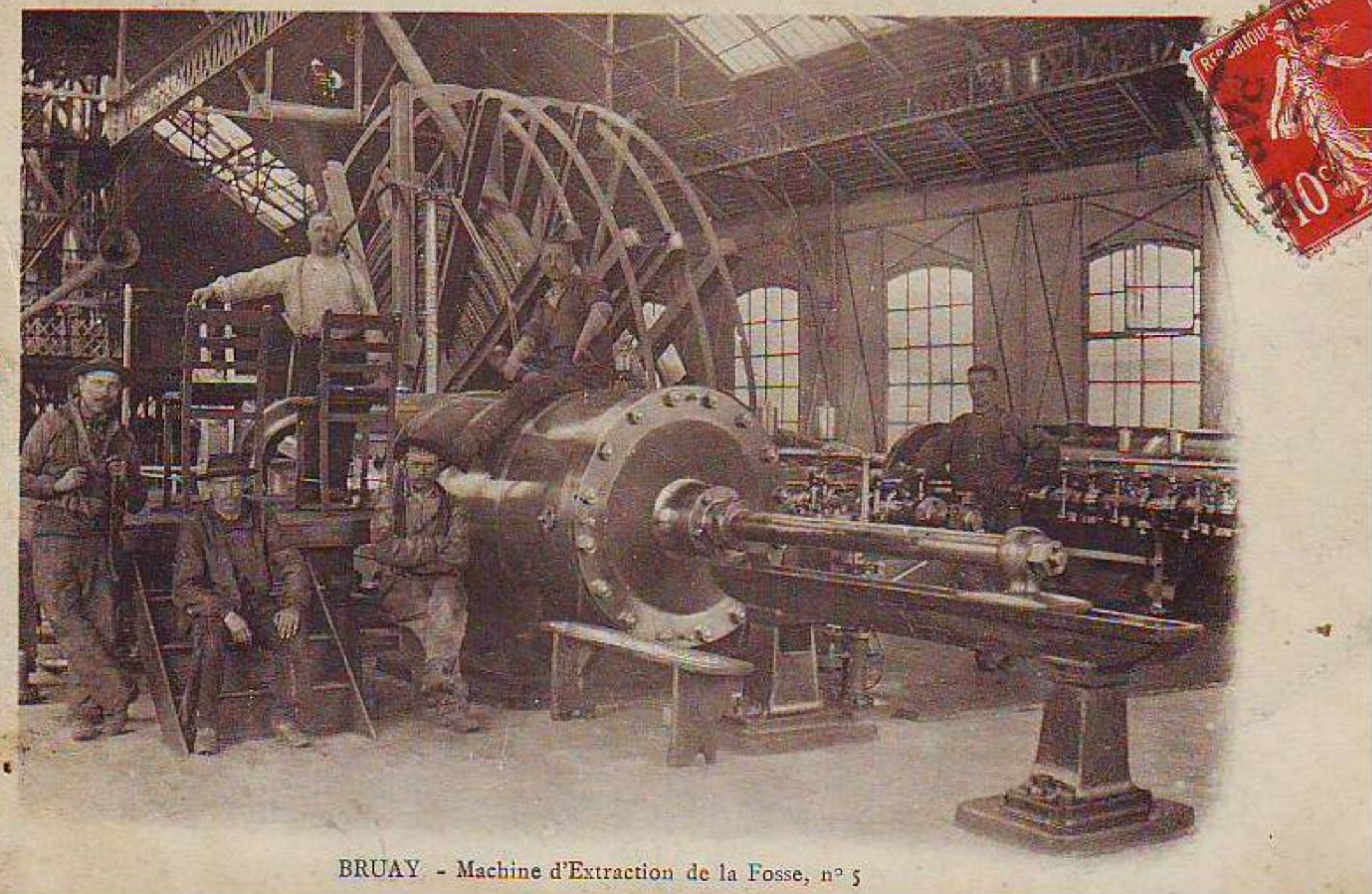
La machine d'extraction du puits no 5.
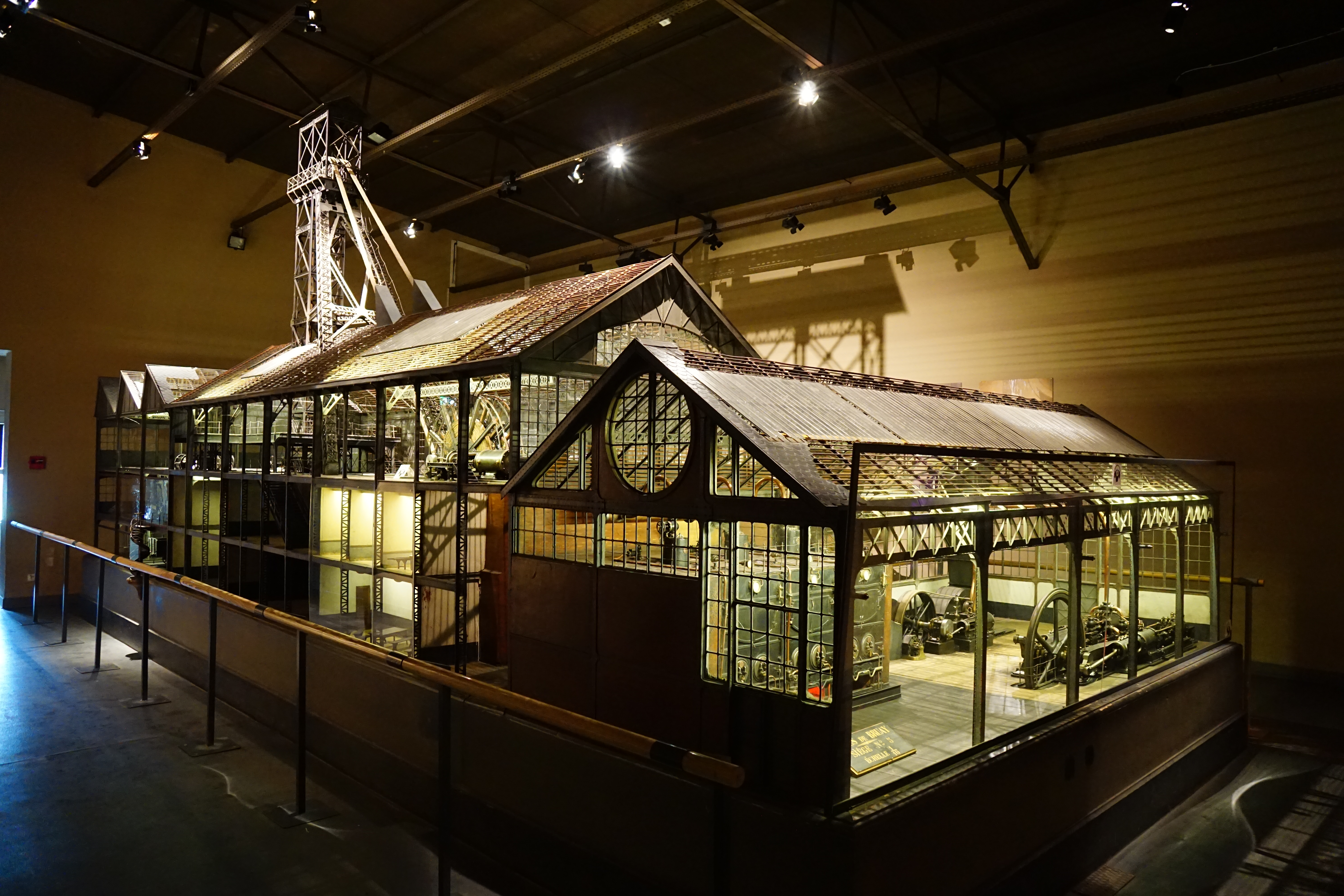
La maquette de fosse no 5 (musée de la mine du Molay-Littry).
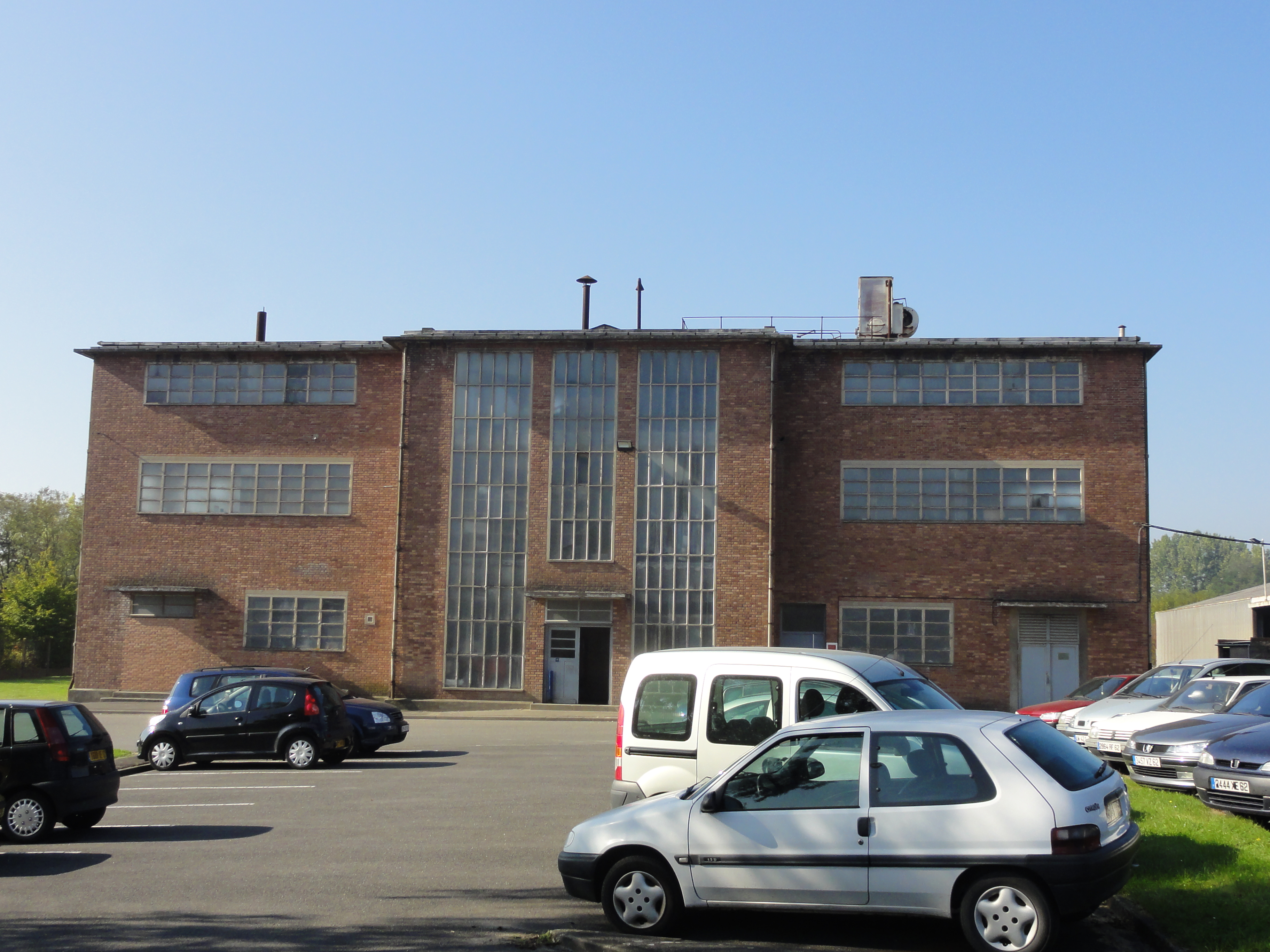
Les bains-douches.
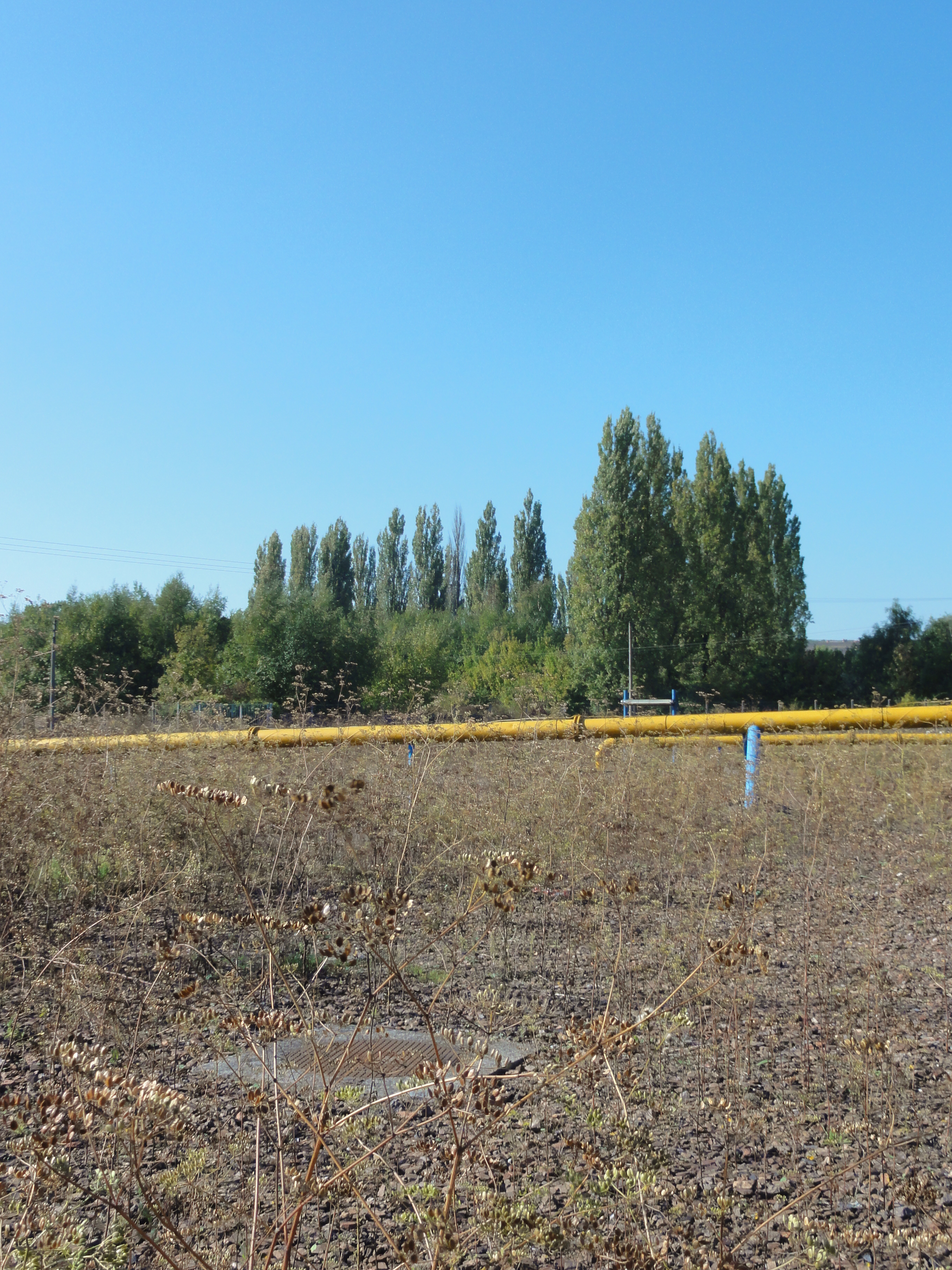
Tête de puits matérialisée no 5.
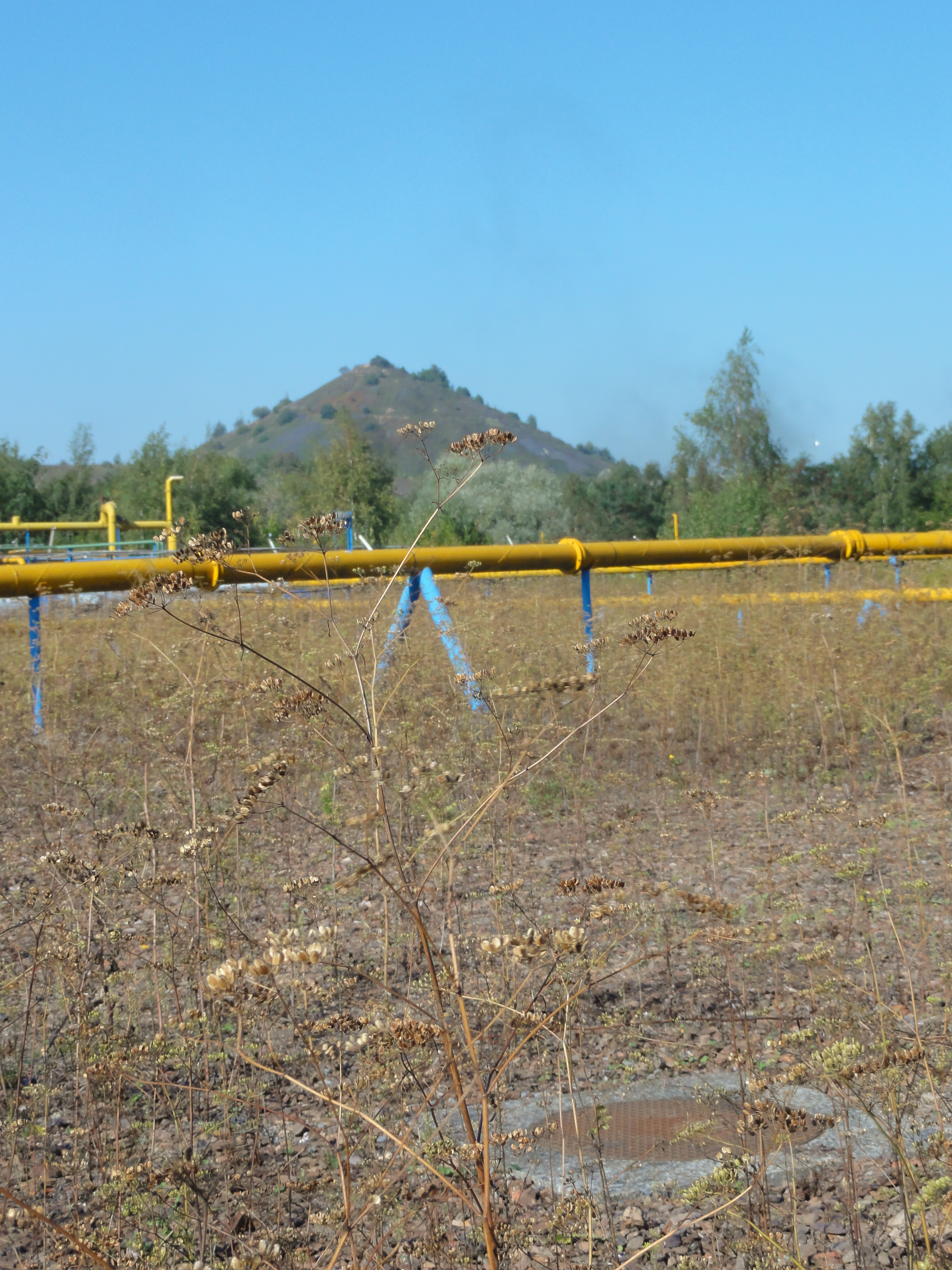
Tête de puits matérialisée no 5 bis, et terril no 10.
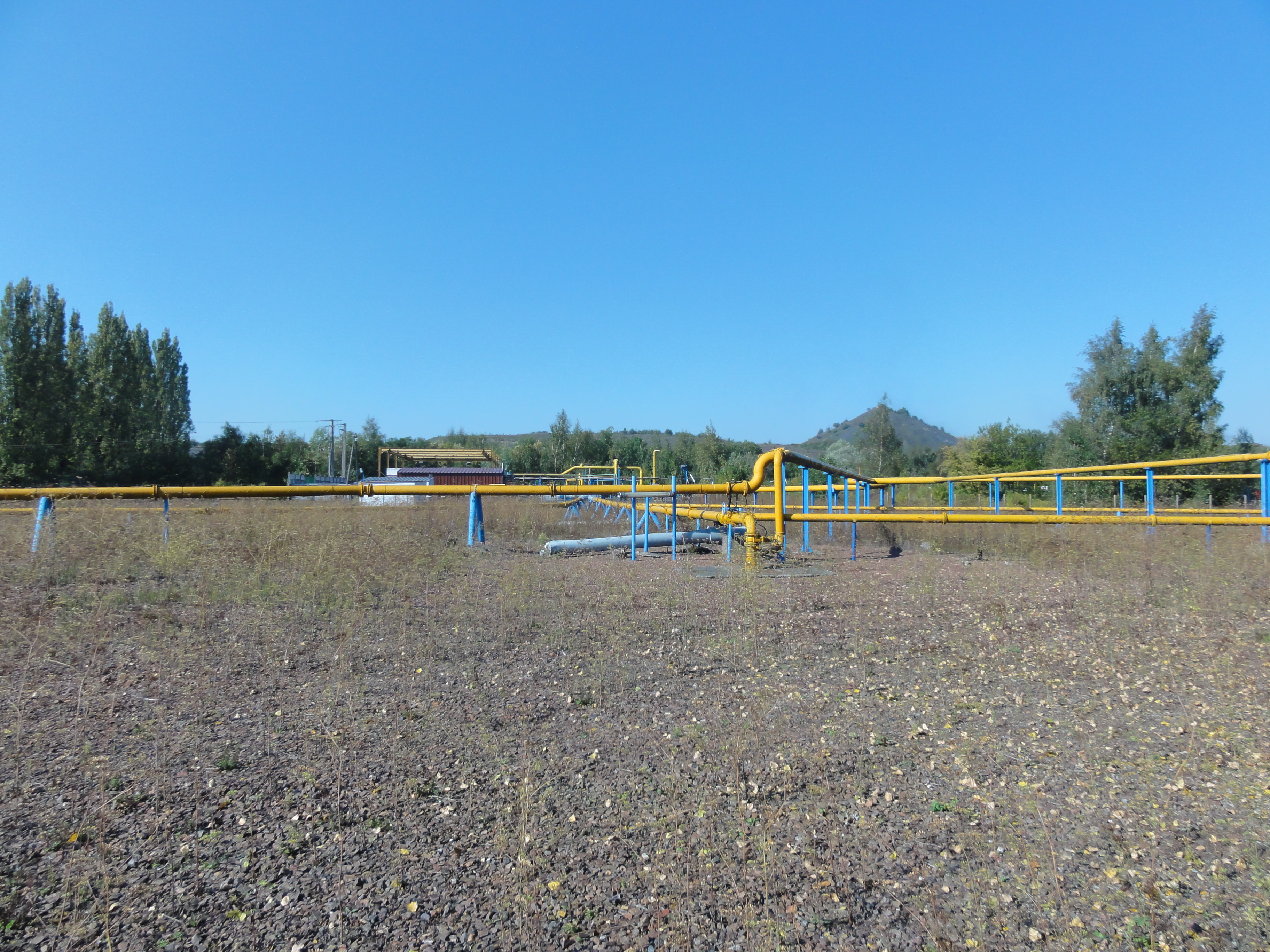
Les installations du captage de grisou.

## Les terrils

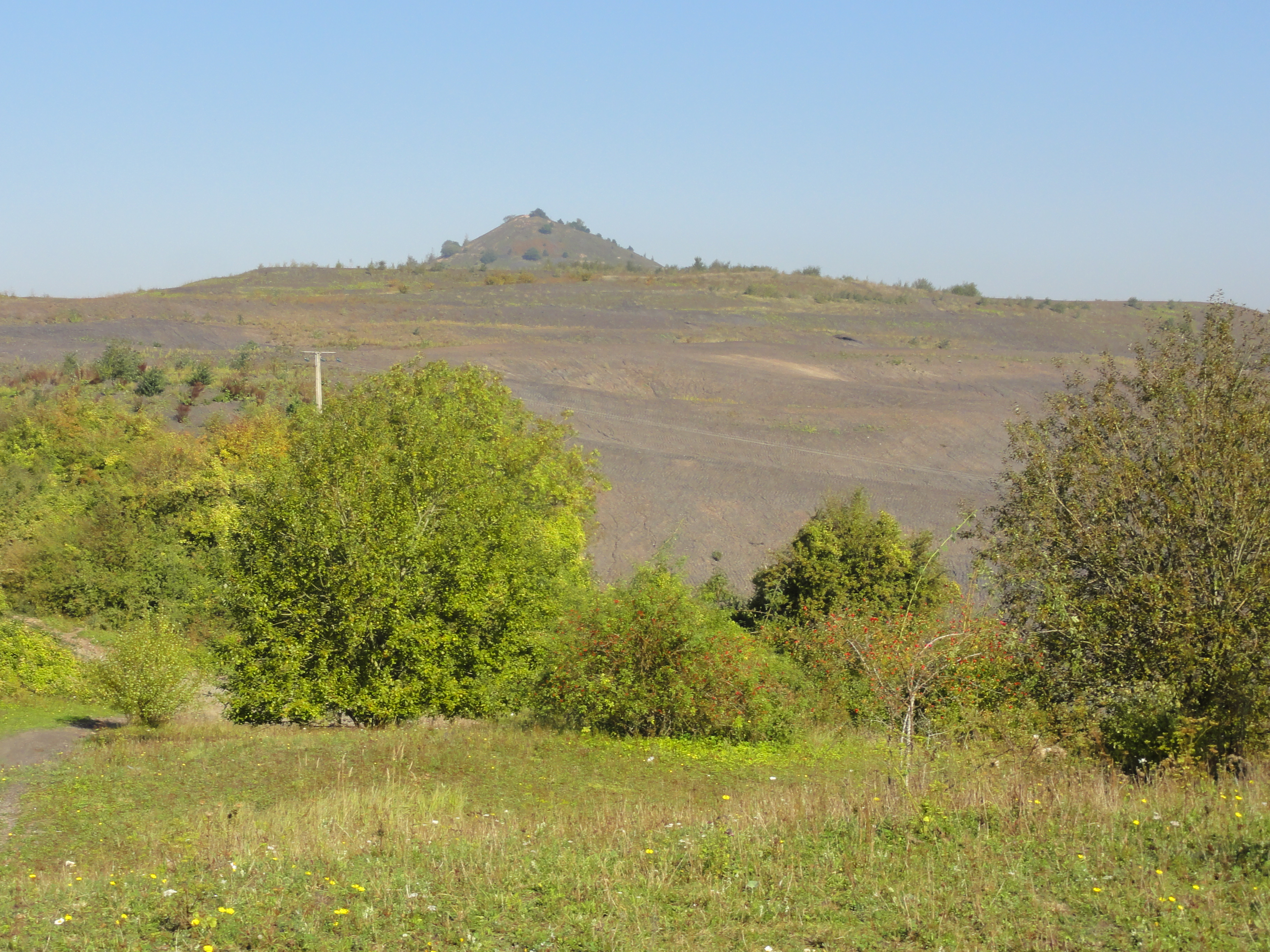
Le terril no 1.

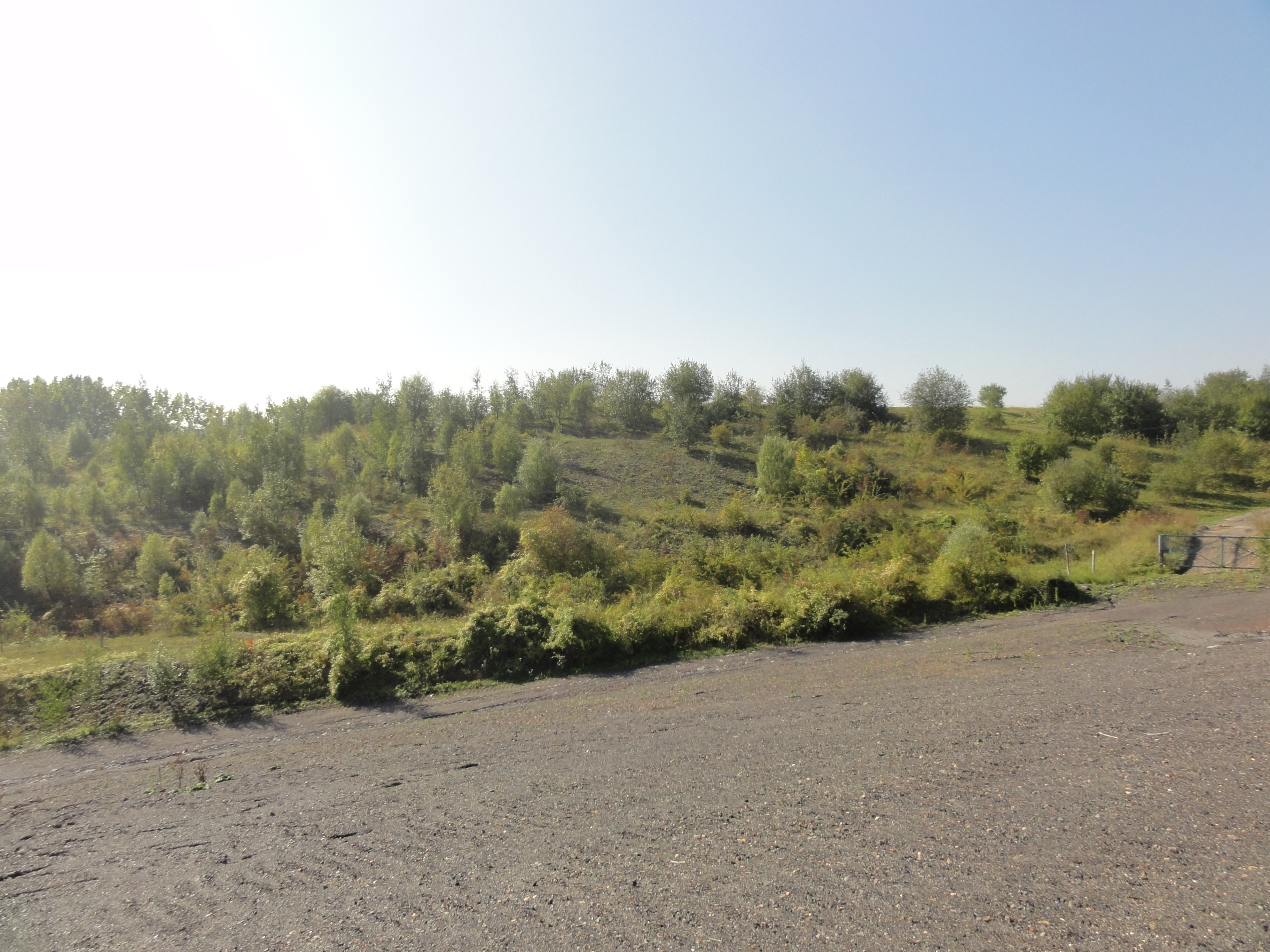
Le terril no 1A.

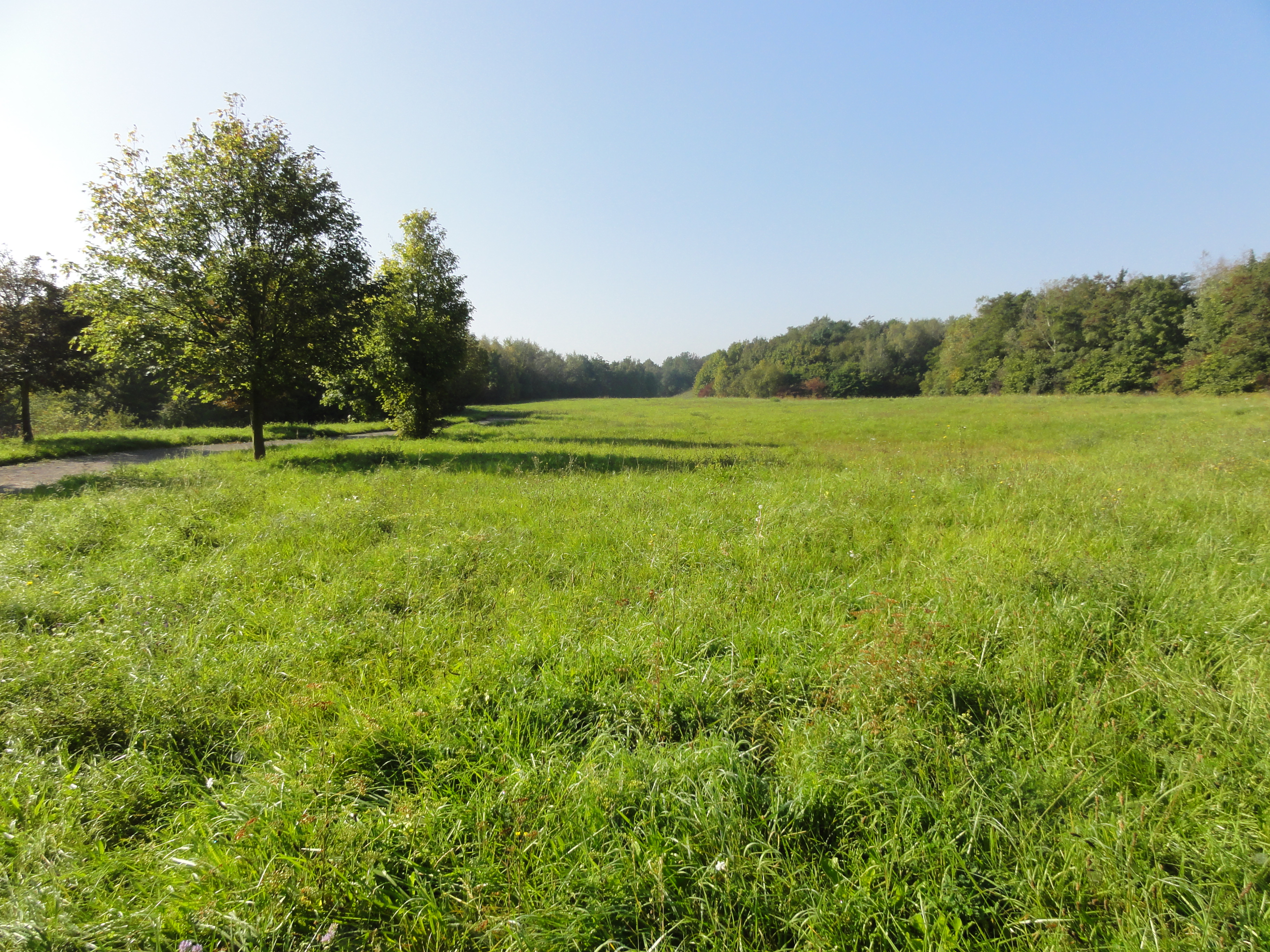
Le terril no 18.

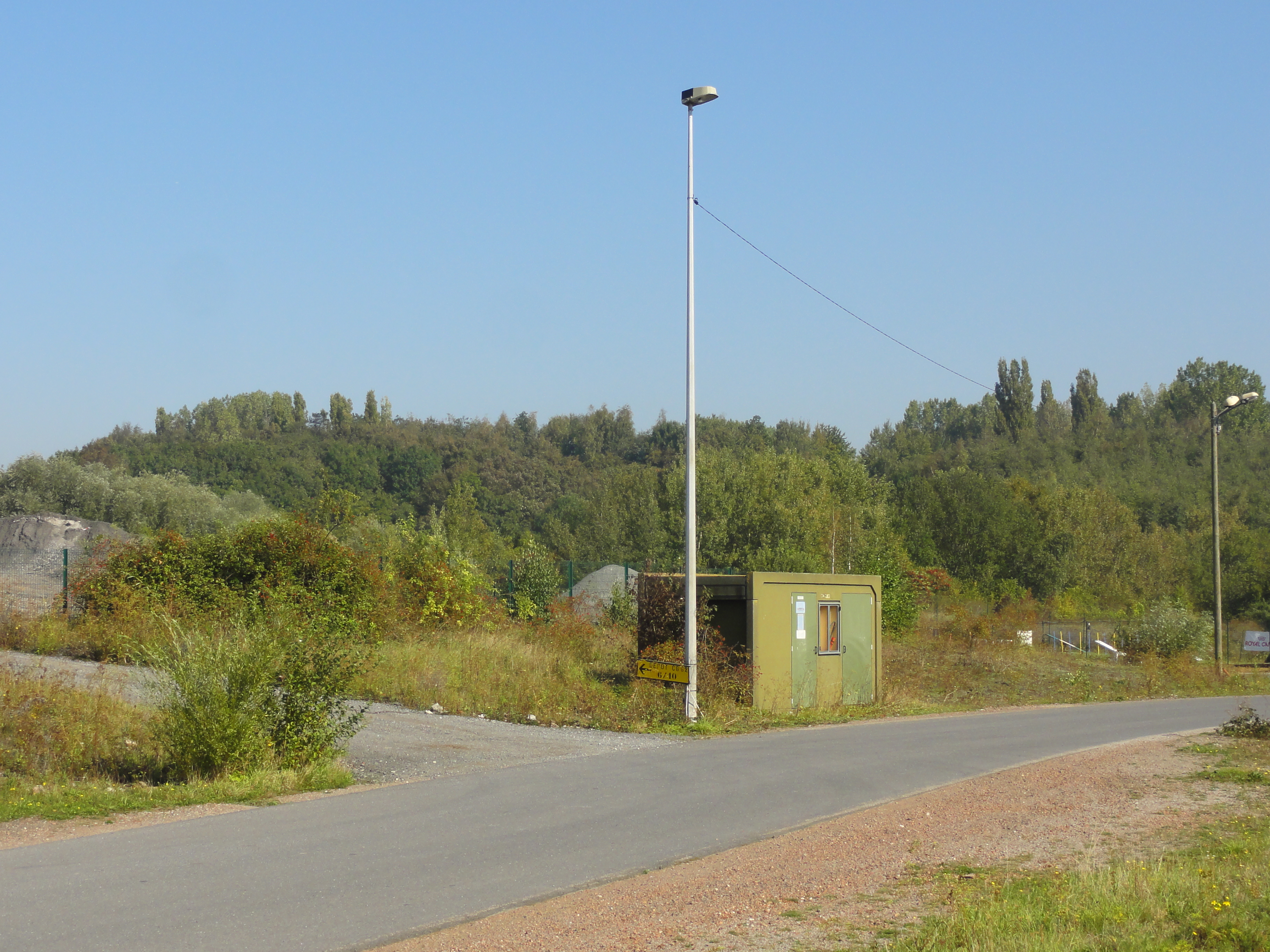
Le terril no 29.

Quatre terrils résultent de l'exploitation de la fosse no 5 - 5 bis.

### Terrilno1, 5 de Bruay Nord
50° 28′ 49″ N, 2° 31′ 10″ E
Le terril no 1, situé à Divion, est l'un des quatre terrils de la fosse no 5 - 5 bis, et le principal. Ce terril conique était avant son exploitation l'un des plus hauts du bassin minier avec ses 130 mètres. Il n'en reste plus que l'assise.

### Terrilno1A, 5 de Bruay Sud
50° 28′ 36″ N, 2° 30′ 57″ E
Le terril no 1, situé à Divion, est situé au sud de l'ancien terril conique, et à l'ouest du carreau de fosse. C'est un terril plat.

### Terrilno18, 5 bis de Lillers
50° 28′ 26″ N, 2° 31′ 31″ E
Le terril no 18, situé à Divion, est un terril plat, initialement haut de treize mètres, et partiellement boisé.

### Terrilno29, 5 de Bruay Est
50° 28′ 40″ N, 2° 31′ 41″ E
Le terril no 29, situé à Divion, est plat et haut de dix mètres, il est situé à l'est du carreau.

## Les cités
Des cités ont été bâties par la Compagnie des mines de Bruay à proximité de la fosse, sur le territoire des communes de Divion et de Bruay-la-Buissière. La cité pavillonnaire des Musiciens à Bruay-la-Buissière et la cité pavillonnaire des Musiciens bis à Bruay-la-Buissière et Divion font partie des 353 éléments répartis sur 109 sites qui ont été inscrits le 30 juin 2012 sur la liste patrimoine mondial de l'Unesco. Elles constituent le site no 94.

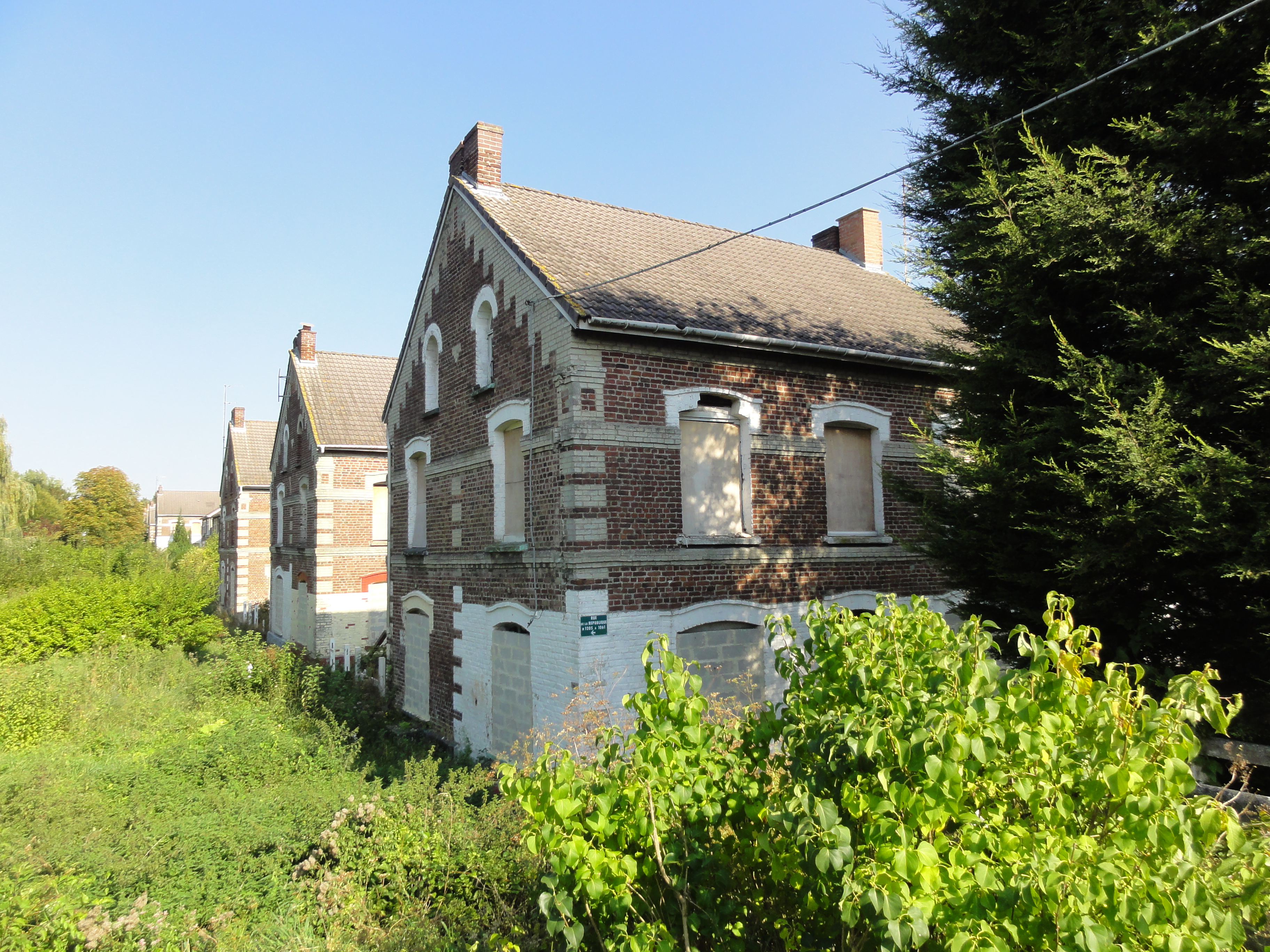
Des habitations destinées à la démolition.
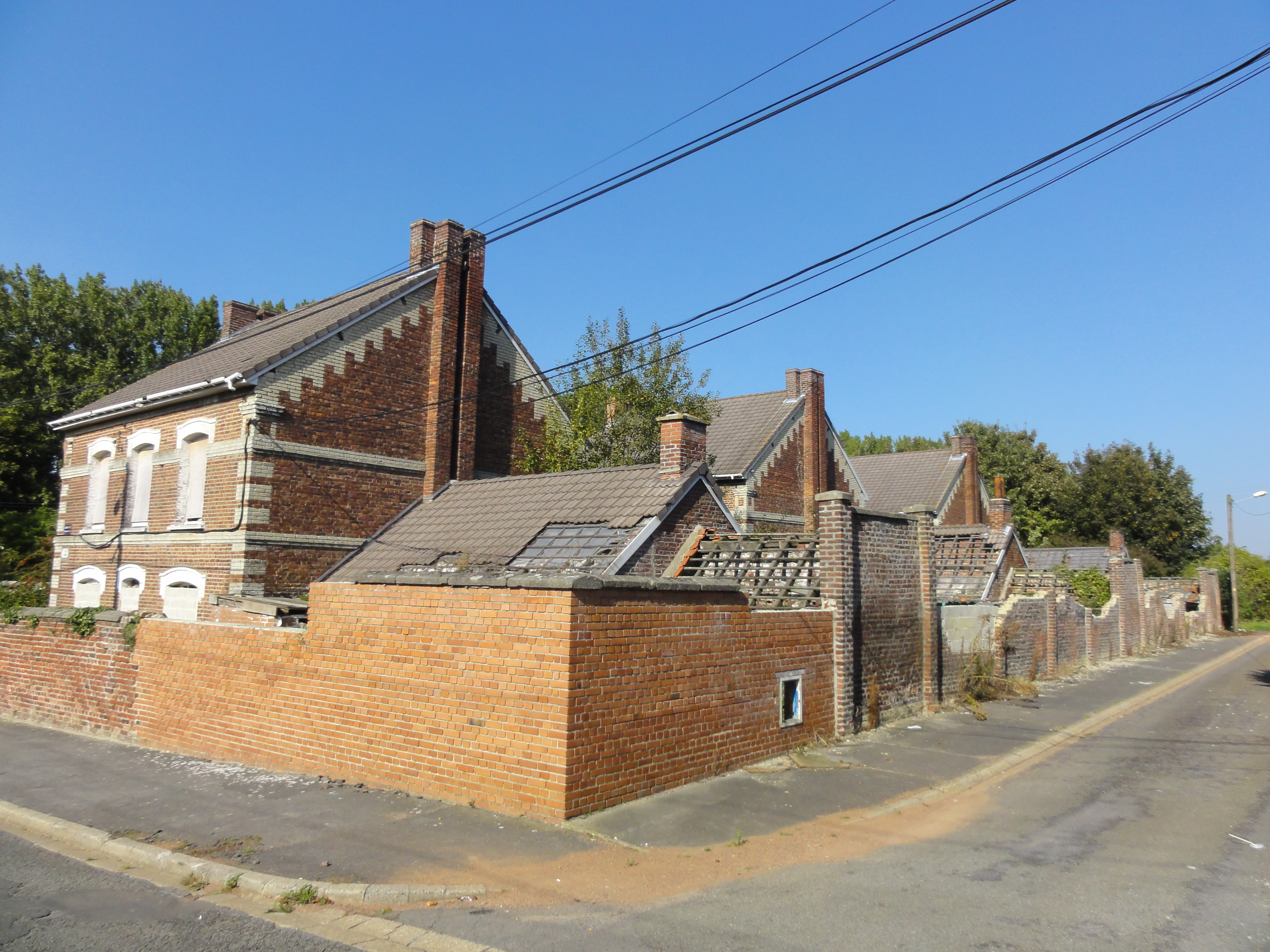
Des habitations destinées à la démolition.
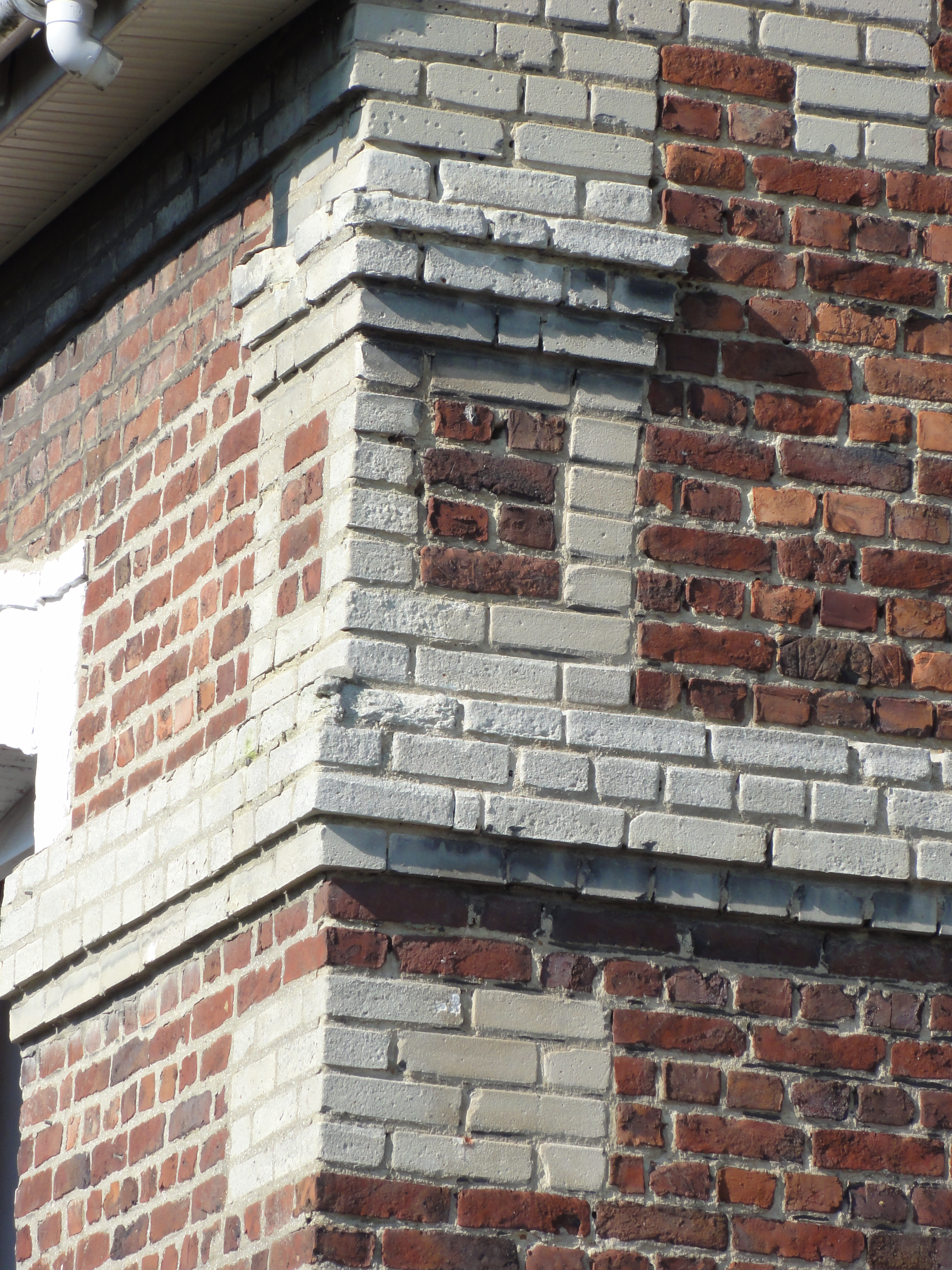
Détail d'un mur.
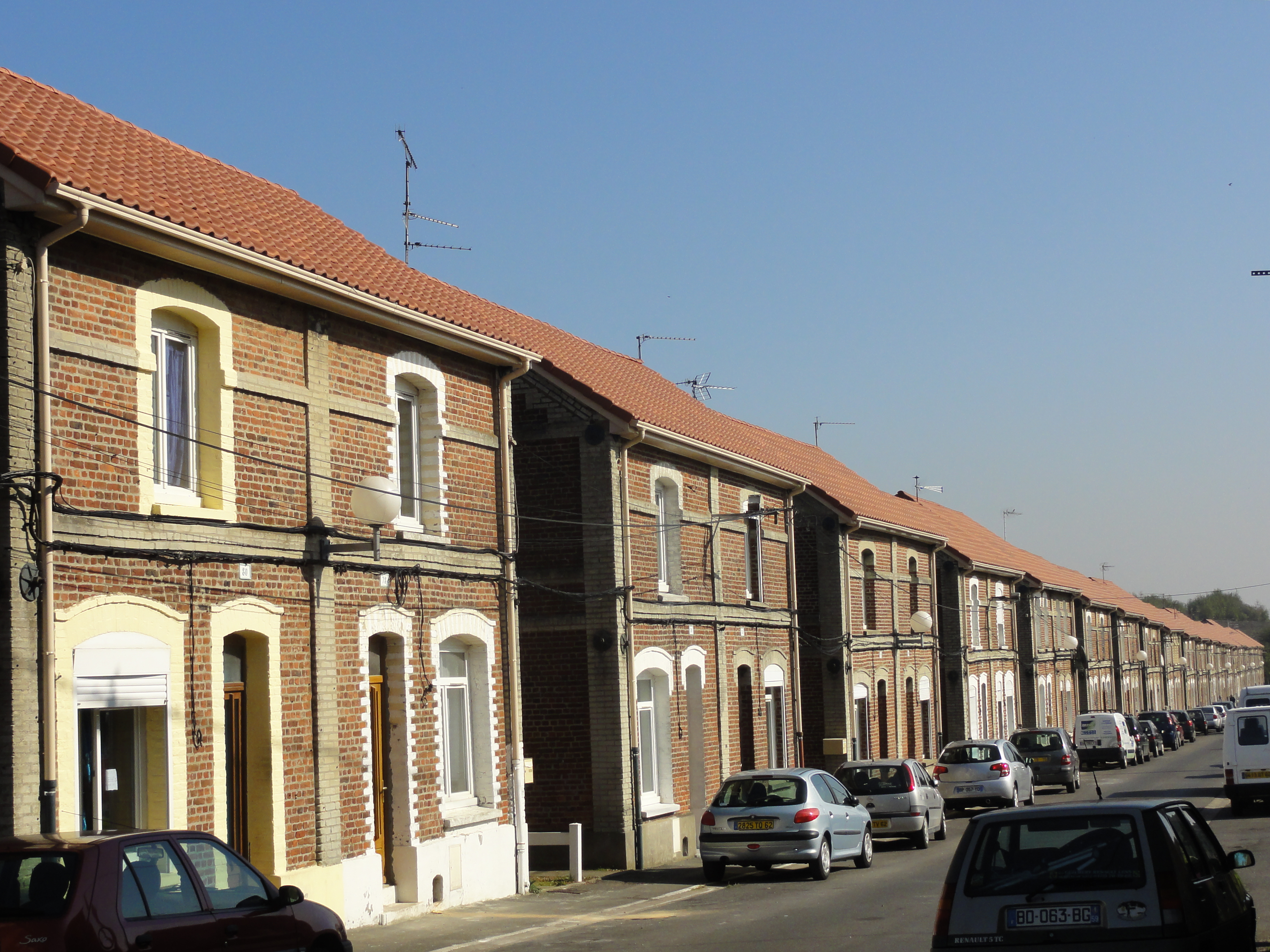
Succession d'habitations groupées par deux.
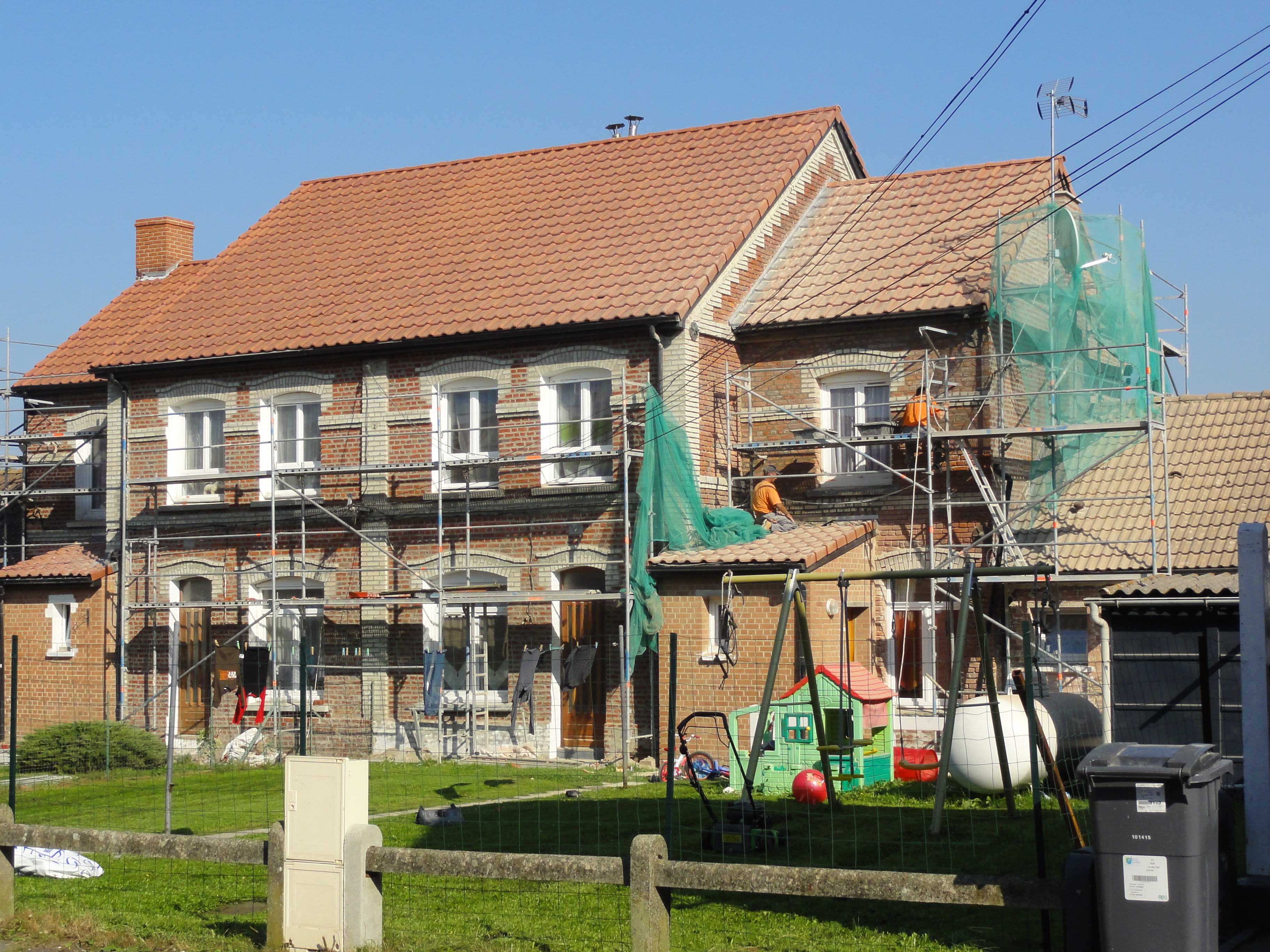
Habitations en cours de rénovation.
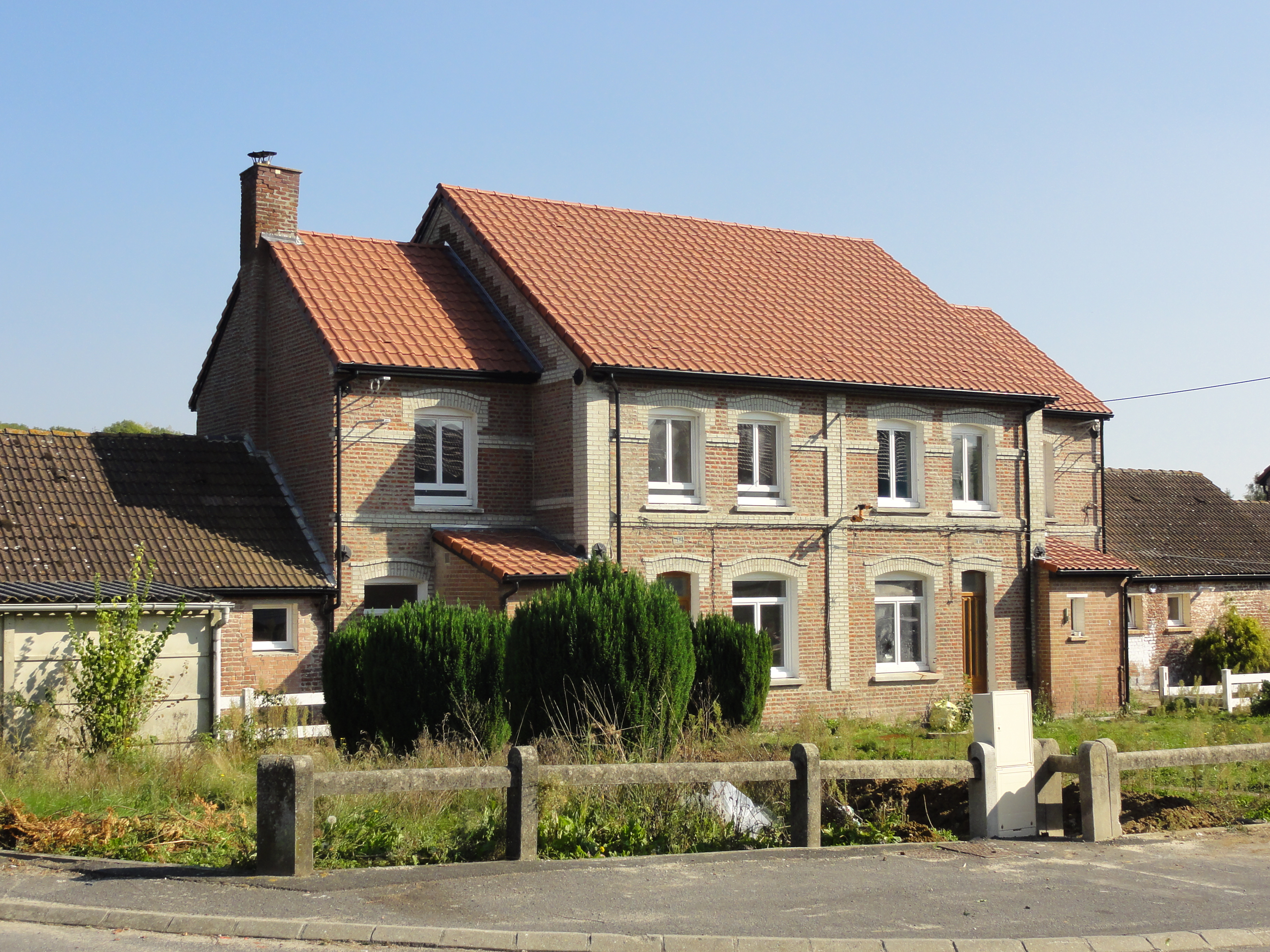
Habitations groupées par quatre rénovées.